# Сусловы
Сусловы — деревня в Юрьянском районе Кировской области в составе Верховинского сельского поселения.

## География
Находится на расстоянии примерно 25 километров по прямой на запад-юго-запад от районного центра поселка Юрья.

## История
Известна с 1802 года, когда здесь (тогда заимка Гаврилы Суслова) было учтено 32 души (мужского пола). В 1873 году было отмечено дворов 25 и жителей 161, в 1905 37 и 265, в 1926 46 и 245, в 1950 45 и 190 соответственно, в 1989 году оставалось 180 жителей.
Постановление Думы Кировской области от 25 февраля 1997 г. N 30/20 деревня Большие Сусловы переименована в деревню Сусловы.

## Население
| 2010 |
| ---- |
| 56   |

Постоянное население составляло 111 человек (русские 92 %) в 2002 году, 56 в 2010.